# Fictonoba cymatodes
Fictonoba cymatodes is een slakkensoort uit de familie van de Barleeiidae. De wetenschappelijke naam van de soort is voor het eerst geldig gepubliceerd in 1916 door Melvill & Standen.